# شنل (اپرا)
شِنِل (انگلیسی: Il tabarro) یا ردا، اپرایی است از جاکومو پوچینی مصنف و آهنگساز برجسته ایتالیایی که در یک پرده نوشته شده است. این اپرا، نخستین اثر از مجموعهٔ سه‌گانه پوچینی تحت عنوان سه‌لتی است که نخستین اجرای آن مربوط به سال ۱۴ دسامبر ۱۹۱۸ و تالار اپرای متروپولیتن نیویورک است.

## نگارخانه